# Attentat du 2 septembre 2022 à Hérat
L'attentat du 2 septembre 2022 à Hérat est survenu le 2 septembre 2022 lorsqu'un attentat-suicide s'est produit dans une mosquée à Hérat, en Afghanistan.

## Attentat
Pendant les prières du vendredi midi, un attentat-suicide s'est produit à la mosquée Gazargah, qui est sunnite et est située à l'ouest de la ville de Hérat, dans le nord-ouest de l'Afghanistan. Au moins 18 personnes sont tuées, dont son imam, Mujib ur Rahman Ansari (en), un salafiste, partisan des talibans,. 
Le journaliste Mikel Ayestaran (es), correspondant du quotidien espagnol El Correo à Istanbul, note que « le type d'opération suit le modèle employé par l'EI, qui a multiplié ses opérations du vendredi contre les talibans et contre les mosquées de la minorité hazara, appartenant à la secte chiite de l'islam ». 